# قضیه آدو
در ریاضی قضیه آدو (Ado's theorem) بیان می‌کند که هر جبر لی {\displaystyle L} با بعد متناهی بر روی میدان {\displaystyle K} با مشخصه صفر را می‌توان به عنوان یک جبر لی از ماتریس‌های مربعی تحت عمل جابجایی نگاه کرد.
از ابتدای توسعه تئوری گروه‌های لی روشن بود که گروهای لی دلخواه نسبت به گروه‌های لی خطی بسته‌اند. لی نشان داد که در بسیاری از موارد گروه‌های لی به طور محلی با گروه‌های لی خطی ایزومورف هستند. این موضوع به صورت یک قضیه کلی و عام در سال ۱۹۳۵ توسط آدو بیان شد که: هر گروه لی به طور محلی با یک گروه لی خطی ایزومورف است.